# Wildkogel
Der Wildkogel ist ein 2224 m ü. A. hoher Berg in den Kitzbüheler Alpen im österreichischen Bundesland Salzburg. Der mit Gras bewachsene leicht erreichbare Berg ist heute touristisch stark erschlossen, an seinen Hängen befindet sich ein Skigebiet und südlich unterhalb des Gipfels liegt ein Gasthaus. Der Wildkogel bietet aufgrund seiner solitären Lage einen bereits im 19. Jahrhundert in der Literatur beschriebenen eindrucksvollen Rundblick unter anderem zum Großvenediger.

## Lage und Umgebung
Der Berg liegt in der Region Oberpinzgau, nördlich des west-östlich verlaufenden Salzachtals. Seine Nordflanke fällt hinab ins Mühlbachtal, der Ostnordostgrat verläuft bis zur Filzenhöhe (1921 m), die Südseite zieht sich zur Salzach hinunter und der Westgrat läuft hinab zum Dürnbachtal. Nächstgelegene Orte sind Neukirchen und Bramberg in etwa dreieinhalb Kilometer Luftlinie.

## Touristische Erschließung
Ein ausgedehntes Wanderwegnetz und zahlreiche Skilifte erschließen den Wildkogel. Als Stützpunkt kann das auf 2005 Metern Höhe südlich unterhalb des Wildkogels gelegene 1898 erbaute Wildkogelhaus dienen.

## Wanderkarte
- Alpenvereinskarte 1:50.000, Blatt 34/1, Kitzbüheler Alpen West